# ۲'-استوکسی‌کوکائین
۲'-استوکسی‌کوکائین (به انگلیسی: 2'-Acetoxycocaine) یک ترکیب شیمیایی با شناسه پاب‌کم ۱۰۷۱۳۶۰۶ است. 